# 秋田県立鹿角高等学校
秋田県立鹿角高等学校（あきたけんりつ かづのこうとうがっこう）は、秋田県鹿角市花輪に位置する公立学校の高等学校。

## 概要
鹿角高等学校は、鹿角市の花輪高等学校、十和田高等学校および小坂町の小坂高等学校の3校を統合して2024年に開校した学校で、かつての花輪高校校舎を一部改修、新築の上で利用している。
設置学科は普通科と産業工学科で、1年生のうち5学級が普通科、1学級が産業工学科となる。このうち、普通科は2年生から人文探求、理数探究、未来創造の3コースから選択することになる。

## 沿革

### 開校に至るまで
2016年に策定された「第七次秋田県高等学校総合整備計画」において、鹿角小阪地区の統合等再編整備構想（案）として、花輪高等学校・十和田高等学校・小阪高等学校が統合の対象となり、これら3校の統合が検討され始めることになった。
2019年6月、早期の統合が実現できるため、統合校の校舎は既存の花輪高校のものを活用する方針が県教育庁より示され、同年12月9日には開校時期や設置学科などを盛り込んだ基本構想の骨子案が、2020年2月27日には統合に向けた基本構想の概要が公表された。
2021年には明石スクールユニフォームカンパニーが手掛けた統合校の制服が発表され、在学中に統合校へ移行することになる2022年4月の入学生から新たな制服に移行することになった。
2022年8月1日から9月30日にかけて校名の公募が行われ、1,031件の応募があり、574の校名案が集まった。同年12月8日には候補として「かづの」「鹿角」「鹿角青峰（せいほう）」「鹿角清峰（せいほう）」「鹿角未来」の5案まで絞られ、公表された。 2023年2月2日には校名を「鹿角高校」とする方針が発表された。
以上のような経緯により、2024年4月1日に「秋田県立鹿角高等学校」として開校した。

### 年表
- 2016年 - 「第七次秋田県高等学校総合整備計画」を策定[4][5]。
- 2020年2月27日 - 県教育庁より基本構想の概要が公表[5]。
- 2022年4月 - 「鹿角小阪地区統合校開設準備室」が花輪高等学校内に開設[13]。
- 2023年
  - 2月2日 - 県教育庁より、校名を「鹿角高校」とする方針を発表[12]。
  - 7月18日 - 県教育委員会は、「鹿角高校」の校章デザインと校歌の歌詞の募集を開始[14]。
  - 12月11日 - 県教育庁は、「鹿角高校」の校章を発表[15]。
- 2024年
  - 1月20日 - 実習棟が完成し、見学会を実施[2][3]。
  - 4月1日 - 秋田県立花輪高等学校、秋田県立十和田高等学校、秋田県立小坂高等学校を統合して、開校[1]。
  - 4月8日 - 第一回入学式を挙行[1]。
  - 9月28日 - 開校式を挙行[16]。

## 部活動
（2024年度時点。）
- 運動部
  - 陸上競技部、スキー部、硬式野球部、バレーボール部（男女）、バスケットボール部（男女）、ソフトテニス部（男女）、卓球部、剣道部
- 文化部
  - 吹奏楽部、演劇部、食物部、メカトロ部、美術工芸部、茶道部、ビジネス部、科学部
- 同好会
  - 伝統芸能同好会